# Кровна помста (мінісеріал)
«Кровна помста» (рос. «Кровная месть») —  мінісеріал 2019 року знятий  однією з найбільших кінокомпаній з виробництва кінопродукції для телеканалів в Україні. Телесеріал створено продакшн-компанією «Фільмстрім» та Vileton Films на замовлення ТРК «Україна». Режисером виступив Мирослав Малич.
Прем'єра телесеріалу в Україні відбудеться 28 квітня 2019 року на телеканалі ТРК Україна. Прем'єра в Росії очікується в 2020 році. 

## Сюжет
Доля повертає 27-річного Іллю до рідного містечка, де він народився, але відразу після народження через патологію в розвитку від нього відмовилися рідні батьки. Згодом його усиновили до нової родини. Втім і далі доля хлопця не жалувала. На очах 14-річного підлітка невідомі жорстоко вбили прийомних матір і батька.
Тому успішний бізнесмен вирішує відновити справедливість і покарати винних у вбивстві прийомних батьків. Для цього він продає свій будинок і прибутковий бізнес в Європі та приїжджає з товаришем юристом Костею до рідного містечка.
Його біологічний батько Віктор Соболєв очолює завод. Для розслідування та покарання винних Ілля під виглядом інвестора входить до керівництва підприємства. Він довідується, що у нього є кровний брат Богдан — вони двійнята. Втім, Богдан, якого виростили рідні батьки, не сприймає невідомого раніше брата. Біда в тому, що і почуття Іллі до витонченої студентки консерваторії теж щирі, але ж її батько — спільник Соболєва. Це надто ускладнює вирішення проблем, що сталися у минулому.

## У ролях
- Олександр Константинов - Ілля (головна роль)
- Віталій Салій - Костя (головна роль)
- Анастасія Цимбалару - Ольга
- Всеволод Болдін - Богдан, брат Іллі
- Станіслав Боклан - Кирило
- Ірина Антоненко - Діна, донька мера
- Оксана Архангельська - Марина
- Олександр Наумов - Віктор Соболєв, директор заводу
- Сергій Калантай - Павло
- Руслан Коваль - Віктор (в молодості)
- Роман Кондратюк - Ілля (в дитинстві)
- Дар'я Рибак - журналістка

## Зйомки
Телесеріал знімався в Києві та Київській області у лютому-березні 2019 року.